# Iridana tororo
Iridana tororo är en fjärilsart som beskrevs av Henry Stempffer 1964. Iridana tororo ingår i släktet Iridana och familjen juvelvingar. Inga underarter finns listade i Catalogue of Life.